# 飢餓遊戲三部曲
《飢餓遊戲》三部曲（The Hunger Games trilogy）是美國小說家蘇珊·柯林斯（Suzanne Collins）所作的青少年冒險科幻反烏托邦小說系列，首部曲為《飢餓遊戲》（The Hunger Games）、第二部曲為《星火燎原》（Catching Fire），完結篇為《自由幻夢》（Mockingjay），系列甫出版即獲好評，《飢餓遊戲》與《星火燎原》更連續榮登紐約時報暢銷書榜之中，整套三部曲被翻譯成中文在內的54種語言，在52個地區出版，改編電影系列分別在2012年3月23日、2013年11月22日、2014年11月21日及2015年11月20日於美國上映。
前傳小說《鳴鳥與游蛇之歌》於2020年5月19日發售，改編電影在2023年11月17日於美國上映。

## 世界觀

### 歷史
飢餓遊戲三部曲的時間設定在大災難後的北美洲，一個自廢墟建立起的國家「施惠國」（Panem）之中。在那場吞噬大片土地與人口的災難後，施惠國自廢墟中誕生，並建立起13個行政區，以建立在洛磯山脈的「都城」（the Capitol）為中心實施統治。在施惠國建立後不久，負責供應都城各項天然資源與產品的13個行政區發動叛變，進入施惠國歷史上的「黑暗時期」。然而，叛變迅速被都城以高科技與優勢軍力鎮壓，叛亂中心第十三區更被都城以核武器弭平，以示懲戒。
為了懲罰發動叛亂的各行政區，都城要求所有行政區每年都必須派出一對少年少女「貢品」到競技場參加「飢餓遊戲」（The Hunger Games），同時透過電視轉播播出「貢品」們的比賽過程，藉以打擊行政區的反抗意識。除了比賽開始前60秒不可踏離原地和吃人外，遊戲沒有任何規則，包括殺人也不受限制，而最後存活的貢品即為勝利者。勝利者可以从此一生衣食無憂。

### 地理
施惠國重建於北美大陸，即現在美國、加拿大和墨西哥的所在位置。行政中心「都城」位在群山環繞的洛磯山脈內，周邊則是提供都城各項產品與資源的12個行政區（原為13個行政區）。每一個行政區都有其負責的產業。第二區負責採集各種礦物，並將這些礦物送至最為富裕的第一區，由第一區加以製作為珠寶，再交給都城。第二區也是整個施惠國的軍武中心（原本是第十三區，第十三區因黑暗時期後被炸毀，才改為第二區）；
第三區匯聚許多工廠與技術人才，生產電子高科技產品；第四區位在海濱，供應都城人民最新鮮的海味；第五區則為施惠國的主要製電區；第六區負責製造及維修各類的交通工具；樹木高聳入雲的第七區，負責伐木與造紙；生產紡織品的第八區，空氣中常年飄散工廠排放的廢氣；第九區負責食品加工，種植小麥；第十區負責畜牧業，提供都城各項肉食品；面積廣大但人口分散的第十一區位在平原地帶，出產各項農作物；距離都城最遙遠的第十二區位在阿帕拉契山脈，負責採集煤礦，同時也是所有行政區中最貧窮的一個；原本的第十三區為施惠國的軍武中心，幫整個施惠國訓練軍隊，也負責採集石墨和發展核子武器，因此也就有了很深的地底建設，都城在黑暗時期過後，在第十三區投下燃燒彈，以摧毀第十三區的地表，並私下與第十三區簽訂條約，第十三區自此脫離施惠國獨立，但因為地表被炸毀，因此原本就有地底建設的第十三區，改往地底發展，都城也對外宣稱第十三區已被完全摧毀，然而在二部曲尾聲中提到第十三區已自廢墟重建，且因重新發展戰前的核子產業而擁有強大軍事能力，並為各行政區的第二次叛變帶來一線生機。
在「黑暗時期」時，都城是一座建立在盆地地形的城市，優越的地理位置提供他們完美的天然屏障，一旦通往各行政區的鐵路隧道被封鎖，叛軍就得翻山越嶺，而這很容易成為都城空軍的狙擊目標。坐落在洛磯山脈的都城是施惠國的首都，國家元首為總統，並擁有施惠國絕大多數的資源與金錢。除了少數幾個行政區如第一、第二區外，整個施惠國的人民都處於飢餓與貧窮之中，他們辛勤的工作所得都被運貨火車送往都城，留下的資源難以糊口。每個行政區的城鎮邊界都以通有高壓電的鐵絲網環繞，擅闖森林或荒野是違法行為，而各行政區之間也禁止交流或遷徙。每個行政區都設有一名市長，各區以司法大樓為行政中心，由維安人員負責執法與維護秩序。
依照都城網頁顯示：
- 都城（the Capitol）
- 第一區：奢侈工業（Luxury）
- 第二區：採石業（Masonry）
- 第三區：科技業（Technology）
- 第四區：漁業（Fishing）
- 第五區：製電業（Power）
- 第六區：交通運輸業（Transportation）
- 第七區：林木業（Lumber）
- 第八區：紡織業（Textiles）
- 第九區：食品加工業（Grain）
- 第十區：畜牧業（Livestock）
- 第十一區：農業（Agriculture）
- 第十二區：煤礦業（Mining）
- 第十三區：石墨與核子工業（Graphite and Nuclear Technology）

## 飢餓遊戲

### 抽籤
每年會有一日抽籤日，抽出十二至十八歲的少男少女各一名作為比赛參加者貢品。十二歲就符合資格，第一年會有一個籤條進入大籤球裡，而每一年即會增加一個。
歲數與基本籤條數：
- 十二歲1條
- 十三歲2條
- 十四歲3條
- 十五歲4條
- 十六歲5條
- 十七歲6條
- 十八歲7條

抽籤制度對窮人不利，因可透過增加自己名字的籤條，來換取本人一年可領取的糧食。而窮人常會為了飽腹而出此下策，以至於可能未滿十八歲而大籤球內卻有數十張自己名字的籤條。抽籤有自願制度，符合資格的人可自願代替被抽中的人。

### 專業貢品
小說中第一、二、四區的貢品稱為「專業貢品」，而電影中第一、二區的貢品稱為「專業貢品」，因為他們從小開始接受專業訓練，為將來投身飢餓遊戲作準備。在他們眼中，能代表自己區參加遊戲是榮幸的事，因此在这三個區內，常規的抽籤制度並不適用，並有較複雜的遊戲報名程序，因為會有很多人自願報名參賽。
都城的人一般較喜歡專業貢品。事實上貢品未到都城就參加訓練是犯規的，但一般都不被當一回事。

### 資助貢品
任何人都可以資助貢品，甚至下注賭誰勝利，但設計師及預備小組不允許下注。而物資的價值會隨日子過去而上升，在第一日能買到大餐的錢，在第十二天時只能買到一塊餅乾而已。

### 比赛規則
在遊戲中所有施惠國的法律都不生效，獵殺、謀殺、傷害、偷竊、強盜和侵占都是可以的，除了「在銅鑼聲響起前六十秒絕對不能離開金屬板」這條明文規則和「不能吃人」這個不成文規定之外，是沒有規則可言。而且書中特別提到，可以攜帶自己區的代表物進入。
一直以來每屆只能有一名勝利者。但是第74屆飢餓遊戲，也就是主角凱妮絲參賽的那次例外，凱妮絲和同區的比德一同勝出。

### 特別比賽：大旬祭
飢餓遊戲是一年一度的比賽，然而，每隔25年，都城就會舉辦一次「大旬祭」，將會擴大飢餓遊戲的規模，並更改原有抽籤制度，以此來提醒每一個世代，行政區在黑暗時期時所犯下的「錯誤」和舉辦飢餓遊戲的原因。
第25屆飢餓遊戲（第1屆大旬祭）
為了提醒反叛政府的叛徒，他們的孩子之所以會死，是因為他們「選擇」發動暴亂，因此每一個行政區都必須舉辦一場「選舉」，投票選出貢品。
第50屆飢餓遊戲（第2屆大旬祭）
為了提醒反叛政府的叛徒，每死一位都城的公民都要有「兩個」叛徒來陪葬，因此每一個行政區都必須抽出「多一倍」的貢品。
第75屆飢餓遊戲（第3屆大旬祭）
為了提醒反叛政府的叛徒，即使他們當中最強的「強者」也不能勝過都城的力量，因此每一個行政區都必須從該區現存的「勝利者」當中抽出貢品。
這次大旬祭的比賽主題似乎不是開創飢餓遊戲時已預先訂立，反而是史諾總統因痛恨凱妮絲，而故意強迫前一屆勝出的凱妮絲再次參加飢餓遊戲所舉行，以打壓不斷發酵的動亂。由於凱妮絲是第十二區唯一一位女性勝利者，所以她被迫參加。

### 比赛前夕
在抽籤日之後，貢品第一個公開活動就是在都城舉行的開幕禮。在那之前每名貢品都會被指派一名設計師和預備小組。因為資助的數目和生存的機率通常有關，所以貢品在開幕禮給人的第一印象就變得十分重要。開幕禮的打扮通常跟自己區生產的東西有關。在遊戲前一天會有訪問節目，每人有三分鐘訪問時間，貢品都會在訪問時盡量吸引資助人，當天的外表同樣重要。
遊戲當天貢品會從訓練中心搭乘飛行器飛往競技場，並在飛行期間由醫護人員將「追蹤器」打入手臂，自此開始，主辦單位都可以知道該貢品的生命跡象和位置。
貢品在進入競技場以前，會進入個人準備室，或稱「發射室」。他們著裝完成後便會離開準備室，站在金屬板上升到競技場。

### 競技場
競技場是一個大型的戶外地方，可能是極地、沙漠、森林、草原、海滩，戈壁等不同地貌。競技場周圍會有重力牆包圍，而遊戲設計師可以操縱場內的天氣、陷阱或攻擊。所有競技場只會用一次，每次遊戲結束後，便會成為都城人的旅遊勝地。

### 比赛过程
在銅鑼聲響起前60秒絕對不能離開金屬板，否則金屬板周圍的地雷會當場引爆。
24位貢品會以豐饒角為中心圍成圓形，金色的豐饒角裡放置著所有足夠生存的物資、武器等等。有時豐饒角四周地面也散布著一些物品。銅鑼聲響起後，即可去搶奪豐饒角裡的物資，搶奪過程中常常已有貢品身亡。
為了公平起見，主辦單位會在貢品陣亡時，響一個大砲聲，來提醒其餘目前還生還的貢品，並於每天晚上將當天陣亡者的肖像投射在競技場的天空。第一次的大砲聲通常是在遊戲一開始貢品之間的物資搶奪及打鬥結束後才會開始，因為打鬥過程中很混亂，無法正確掌握陣亡人數。
陣亡者的遺體會被飛行器降下的夾合器固定，並將遺體收到飛行船內，之後將由都城整理完遺體，並將遺體放入至棺木後，送回該貢品的所屬行政區。
如有特殊情況，主辦單位也會實施廣播告知貢品。
專業貢品因為受過專業訓練，一般會搶得物資的擁有權，以物資作為基礎去攻擊其他貢品。但從小吃好住好的專業貢品未曾挨餓，只要物資被摧毀了，那一年多半是其他區的貢品勝出。

## 主要人物

### 第十二區
- 凱妮絲·艾佛丁（英語：Katniss Everdeen）

第一部初登場時十六歲，故事的主人翁兼女主角，故事由她作視點以第一人稱寫出。其名為印地安語的慈菇之意，是伴水而生的植物，根部可食用。有一頭長黑直髮，橄欖膚色，一雙灰色眼睛。
初次見到蓋爾自我介紹時，因音量過小使他誤聽為發音類似的貓草（catnip，貓薄荷），此後以此暱稱之。
第七十四屆飢餓遊戲第十二區的女貢品。她在自願取代最心愛的妹妹櫻花草成為貢品。在都城第一次的公開亮相中，由於其服裝設計師秦納的巧思，穿著看似全身著火的特殊打扮而造成轟動，被大家稱為「燃燒的女孩」（The Girl On Fire）。
為了在遊戲中生存，跟同為第十二區貢品的比德在遊戲中演出悲劇戀人的戲碼，以獲取更多資助。為了作戲，在比賽中多次親吻比德，但隱約知道這樣對蓋爾會造成傷害，為此凱妮絲煩躁不已。在故事中，她始終不知道該如何處理他對比德和蓋爾兩人所擁有的特殊感情，畢竟在這場以性命為賭注的遊戲當中，她沒辦法思考太多關於感情的事。
第一部故事最後，飢餓遊戲尾聲，只剩下她跟比德存活，但他們兩人都不願意殺死對方，為了表示自己對於「只能有一個勝利者」這個遊戲規則的不滿，她拿出一吃即刻斃命的毒莓果-夜鎖，打算跟比德雙雙自殺。但在最後該屆首席遊戲設計師擔心會沒有勝利者，所以宣布兩人皆為此屆遊戲的勝利者，兩人皆存活。
自小常跟爸爸到森林用弓箭打獵，並習得百射百中的身手，射殺獵物時一般都會射中眼睛以不破壞獵物本身。遺傳爸爸的好歌喉，跟爸爸一樣唱歌的時候學舌鳥都會靜下來聽。爸爸在十一歲那時死于礦坑爆炸事故，自此媽媽就陷入了絕望，無法打理兩個女兒的生活，她就靠著打獵成為家中的支柱，當時的她非常討厭媽媽整日消沉，却對兩個女兒的日漸消瘦視而不見。
在爸爸剛死后，她尚未想到可以靠打獵維生之時，他們家的生活陷入了困境，就在快要餓死之際，比德用兩條麵包救了她一命，自此她就默默記下比德的事。
戰爭結束後與比德結婚，生下一雙兒女。
- 比德·梅爾拉克（英語：Peeta Mellark）

故事的男主角。有金色頭髮與一雙藍眼睛，家中開麵包店，屬於商人階級。會非常厲害的偽裝術。
第七十四屆遊戲中第十二區的男貢品。在遊戲中跟專業貢品結盟，但從中不停誤導他們有關凱妮絲的事，並在專業貢品手上救了她一命。但被卡圖砍傷大腿。在遊戲結束後，因傷勢太嚴重，左腳要截肢，再換上義肢。第二集最後被都城捉去折磨，並且記憶被劫持幾度想殺死凱妮絲。
跟凱妮絲在遊戲中演出悲劇戀人的戲碼，但他是真心愛著凱妮絲而非演戲。自從小時候聽過凱妮絲唱歌便愛上了她。在遊戲完結之後，他知道凱妮絲一直都只是演戲使他感到絕望。
戰爭結束後與凱妮絲結婚，生下一雙兒女。
- 蓋爾·霍桑（英語：Gale Hawthorne）

十八歲，故事的第二男主角。凱妮絲的打獵伙伴。有一頭黑直頭髮，橄欖膚色，一雙灰色眼睛，長相十分帥氣，是第十二區女生們炙手可熱的愛慕對象。個性十分頑強，非常痛恨都城的人，常在跟凱妮絲一起打獵時咒罵他們。
父親死於礦坑意外，獨自支撐著母親和弟弟的五口之家。戰爭結束後，在第二區工作。
深愛凱妮絲。
- 櫻草花·艾佛丁（英語：Primrose Everdeen）

十二歲。凱妮絲的妹妹，亦是她最心愛的人。跟凱妮絲不同，她有一頭金色的頭髮和藍色眼睛，遺傳自出身於商人階級的媽媽。暱稱櫻（Prim），取名自同名值物櫻草花或稱報春花、櫻花草。
第七十四屆遊戲中，僅有一個籤條的她不幸運地被抽中，但凱妮絲自願代替了她參加遊戲。在第三集被炸彈炸死。
- 黑密契·阿勃納西（英語：Haymitch Abernathy）

第十二區僅有曾經贏得遊戲的兩位冠軍之一，擔任凱妮絲和比德的遊戲導師。
他是第五十屆遊戲、第二次大旬祭時的勝利者。那一屆每一區都派出兩男兩女，換句話說他是唯一曾打敗47人的參賽者。當時用競技場邊緣的力場反彈對手的斧頭獲勝（這也帶著挑釁都城的意味）。勝利之後，整日沉迷在酒精之中。

### 都城
- 秦納

第七十四屆遊戲中，都城分派給第十二區的造型設計師。
因幫助凱妮絲和比德設計出讓人驚豔的造型，成為都城極有人氣的設計師，也成了凱妮絲在都城人中最要好的朋友。
為凱妮絲第二集的學舌鳥服裝設計人。在第二集的訪問之夜把凱妮絲的禮服改成著火的服飾。
第二集遊戲前遭維安部隊打成重傷。第二集死亡。
- 波緹雅（英語：Portia）

秦納的助手設計師，負責打理比德造型。

第三集和比德的預備小組一起被處決。
- 艾菲·純克特（英語：Effie Trinket）

第七十四屆遊戲中，擔任十二區抽籤人，口頭禪為：「飢餓遊戲快樂，願機會永遠對你有利。」（Happy Hunger Games! And may the odds be ever in your favor!）
在前往比賽進行中，是行程安排、教導禮儀等等的重要人物。比德曾在遊戲中，以狼吞虎嚥方式來惹怒艾菲。黑密契和凱妮絲，也非常不喜歡她，經常對她大吼大叫。
是第十二區參賽者的伴護人。

### 其他人物
- 歐塔薇雅、凡妮雅和富雷維斯（英語：Octavia, Venia and Flavius）

兩女一男，都城貢品美容小組。
凱妮絲曾說只要扯到身體和他們就沒有秘密。會為凱妮絲參賽而為她緊張，但更在乎自己能否參加各重大宴會。在第2集更因凱妮絲需再度參賽而終日飲泣。
- 凱薩·富萊克曼（英語：Caesar Flickerman）

每一屆飢餓遊戲的問訪過程的主持人。每一年打扮獨特，完全不會老的長相，是都城的美容手術緣故。
訪問比德時和他有絕佳的默契。
- 史諾總統（英語：President Coriolanus Snow）

嘴唇豐厚，也是動過手術。衣服上總是別著一朵白玫瑰，經常聞到嘴有鐵血味道。
凱妮絲視他為一隻狡猾的蛇。
因七十四屆的結果，大傷元神，非常痛恨凱妮絲。第二部更加嚴守十二區的維安部隊。
在搶奪比德回來的作戰計畫中，第十三區拍攝並播放了使都城分心的影片，影片中被芬尼克暴露了許多不堪的秘密。
送給凱妮絲一朵玫瑰，最後被反抗軍抓到並交由凱妮絲處決，但最後處決出錯。遭到群眾推擠而死。
- 普魯塔克·黑文斯比（英語：Plutarch Heavensbee）

前任首席遊戲設計師希尼卡因七十四屆的結果而被處決，代替他的新任首席設計師。
其實私底下一直是反抗都城地下組織的成員，參與叛亂，曾以鐘錶提示凱妮絲第二集的競技場是時鐘。
- 哈賽兒（英語：Hazelle Hawthorne）

蓋爾的母親，除了蓋爾，另有十二歲的羅瑞、十歲的維克、小女娃波西等孩子。是個非常堅強的女性，當有獵物時，凱妮絲會選擇偷偷給哈賽兒。
- 昂德西市長（英語：Mayor Undersee）

瑪姬的父親，也是十二區的市長。

- 瑪姬·昂德西（英語：Madge Undersee）

愛慕蓋爾，同時也是給凱妮絲學舌鳥徽章的好友（同時賦予她學舌鳥的名號。教導凱妮絲鋼琴，但通常都是瑪姬彈，凱妮絲聆聽。
第三集被炸彈炸死。
- 阿塔菈

訓練中心的主持訓練人。
- 馬維爾 （英語：Marvel）

第一區的男貢品，以標槍殺死芸，後來被凱妮絲一箭刺穿喉嚨。
- 閃爍

第一區的女貢品，被凱妮絲弄下的殺人蜂叮到，一命嗚呼，那毒足以讓他的肌肉變成三倍大。
- 卡圖

第二區的男貢品，也是第七十四屆飢餓遊戲最後死亡的貢品。力氣很大，後來甚至收到資助人送的鎖子甲。
被都城的變種狼慢慢殘害，最後在凱妮絲的一箭下死亡。
- 克菈芙（英語：Clove）

第二區女貢品，欲殺死凱妮絲時，因講出有關芸被殺死的話而被打麥用石塊敲擊太陽穴而死。
- 芸

名字又譯為芸香，第十一區的女貢品，年僅12歲。遊戲中和凱妮絲結盟，遭第一區的馬維爾以標槍殺害，死前凱妮絲為她歌唱還以花裝飾屍體（不過影片被都城裁掉）。喜愛學舌鳥，用歌曲和盟友溝通。
神態酷似櫻花草，棕色眼睛和又黑又密的頭髮讓她像是第十二區人民，而使凱妮絲更下不了手。
- 打麥

第十一區男貢品，力大無比身材壯碩，因凱妮絲和芸結盟還為她送終而饒她一命。
而後與卡圖的作戰中死去。

### 第二集新角色
第二集中，因「大旬祭」所抽除的特殊條件，參賽者是從還活著的勝利者抽出，因此凱妮絲和比德重返競技場，裡面的參賽者除了少部份專業貢品和都城派外幾乎都參與了叛亂計畫，不惜犧牲自己也要保護已成為叛亂軍精神象徵的凱妮絲。
- 羅姆拉斯·崔德

新十二區維安隊長，自從前任隊長老克雷失蹤（或已處決）。刑具增多、處罰人民的行為也越多。
- 芬尼克·歐戴爾（英語：Finnick Odair）

施惠國的活傳奇，來自第四區，是史上最年輕的飢餓遊戲獲勝者，在第65屆勝出比賽時才十四歲。
外表非比尋常的俊美（碧綠色眼睛、古銅色的肌膚以及金色光澤頭髮），靠著這點在那屆遊戲中拿到了凱妮絲自認是遊戲史中最好的禮物——三叉戟。都城的人民就對他痴迷不已，許多女性都自認是芬尼克的情人，他也時常在都城女孩面前表達曖昧之意（實際上他是被迫賣身），其實他所愛的是同為第四區優勝者，神智不清的安妮·克莉絲塔（後結為連理並育有一子）。
在第三集時被都城的變種圍攻時，變種怪物把他的頭往後一扯而喪命。
- 光澤&凱絲米爾（英語：Gloss & Cashmere）

第一區的貢品，古典美兄妹，給凱妮絲第一印象是，禮貌卻很冷淡。光澤被凱妮絲射中右側太陽穴、凱絲米爾胸口中了喬安娜的斧頭而死。
- 伊諾巴瑞雅（英語：Enobaria）

第二區女貢品，三十歲左右，曾在某屆和對手近身搏鬥中，用牙齒撕開了對手的咽喉，殺了他。
她因為這個動作而名聞遐邇，在成為勝利者之後，去動了牙齒的美容手術，把每顆牙都磨成尖銳的利牙，並且鑲上黃金。在都城有許多仰慕者。大旬祭結束後被都城抓走
- 布魯塔斯（英語：Brutus）

第二區自願者貢品。
- 金屬絲（英語：Wiress）

來自第三區，個子很小，灰白的皮膚黑頭髮。說話很小聲，講話習慣只講半句，但其實她很聰明，直覺亦一流。教導凱妮絲看出力場，被光澤不知如何的劃破喉嚨，死在競技場中。
- 比提

戴著眼鏡，來自第三區，看起來有點躁動不安的樣子，用金屬絲線布下陷阱贏了他那屆遊戲。在第二集用金屬絲線破壞力場。擅長設計電子產品。後來在自由幻夢第三集，幫了反叛軍很多電視相關的忙。後來反對奧瑪·柯茵總統所提的舉辦第七十六届飢餓遊戲。
- 梅格絲（英語：Mags）

第二集時已經是八十多歲的婆婆，自願代替被抽中的安妮。
跟芬尼克一樣來自第四區，能用任何東西：荊棘、叉骨、耳環，做出一個漂亮的魚鉤。
是芬尼克的導師，於一次毒霧逼近時與凱妮絲及比德逃亡時，比德受重傷，及失去其行動能力，凱妮絲無法獨自背起比德，所以梅格絲衝進毒霧而亡，讓芬尼克可以協助比德脫離毒霧。
- 喬安娜·梅森（英語：Johanna Mason）

來自第七區女性，贏得她那場遊戲是因為假裝自己怯懦而讓別人卸下心防，其實可以殺人不眨眼。
在訓練中心曾以脫光裸姿灑油在身在練習拳擊，叛亂軍一員，負責拿掉凱妮絲身上的晶片。與凱妮絲為戰友。
在第二集競技場中凱妮絲射穿力場後叛亂軍未能及時拯救，被都城捉去將她浸泡在水中放電折磨。後來支持奧瑪·柯茵總統所提的舉辦第七十六届飢餓遊戲。
- 希希利雅（英語：Cecelia）

第八區的女性貢品，大約三十歲，是三個孩子的媽。死在競技場中
- 織文&邦妮（英語：Twill & Bonnie）

第八區的人民，在到紡織廠上班時，因前往工廠的路被炸掉而遲到，並未被工廠爆炸波及到，僥倖生存下來。
溜到凱妮絲經常到的水泥屋休息時，被發現，也告知凱妮絲說「十三區還存活」的消息，讓凱妮絲燃起一絲希望。
在第三集中凱妮絲認為他們死在森林裡了。
- 麥糠

第十一區男貢品，大約六呎高，膚色黝黑，一隻手臂是殘缺的。黑密契的好友之一。後於第75屆飢餓遊戲中被布魯塔斯殺掉。
- 撒籽

第十一區女貢品，年紀推測有六十歲，皮膚是橄欖色，一頭黑色的直髮攙了一些銀絲，像極了第十二區的人民，只有她那雙金棕色的眼睛，顯示出她並非來自第十二區。

### 第三集新角色
- 奧瑪·柯茵（英語：Alma Coin）

第十三區反抗軍的的總統，一頭齊肩的灰髮一絲不亂，灰色的眼睛，討厭凱妮絲。戰勝後提議舉辦第七十六屆飢餓遊戲。在都城戰敗後史諾暗示凱妮絲炸死她妹妹的是柯茵（事實），因此被凱妮絲在對史諾處刑時一箭射死。
- 佩勒

第八區指揮官。在柯茵被射死後，當選為新總統。

## 電影系列
由獅門電影公司（Lionsgate）取得《飢餓遊戲》的電影發行權，並由Color Force製片公司的尼娜‧約克森（Nina Jacobson）負責製作，作者蘇珊·柯林斯本人負責編劇。
獅門總經理艾利·席爾慕（Alli Shearmur）說：「這正是我加入獅門所想要拍攝的電影：年輕有朝氣，刺激，聰明，新奇，我們期待和尼娜、蘇珊合作，創造出一部電影，滿足觀眾對高品質娛樂的渴求。」
製片人尼娜‧約克森說：「《飢餓遊戲》的懸疑因故事中對道德困境的探索精神而更顯精彩，蘇珊要求獅門電影公司和我要把這樣的道德視野帶進電影──我們一定全力達成這個付託。」
電影首部曲於2012年3月23日在美國上映，預算為7,800萬美元，全球票房收入為6.95億美元；二部曲《飢餓遊戲：星火燎原》於2013年11月22日在美國上映，預算為1.3至1.4億美元，全球票房收入為8.65億美元；第三部曲《自由幻夢》將分為上、下兩集，上集《飢餓遊戲：自由幻夢Ⅰ》於2014年11月21日在美國上映，下集《飢餓遊戲：自由幻夢 終結戰》於2015年11月20日在美國上映，兩集的票房合共超過14億美元；前傳《飢餓遊戲：鳴鳥與游蛇之歌》於2023年11月17日在美國上映，預算為1億美元。

## 評論
紐約時報的John Green将《飢餓遊戲》和Scott Westerfeld的《醜陋系列》做比較，称其水准与后者相当。
同樣是被指出以「死亡遊戲」為題材的作品，還有：高見廣春的《大逃殺》、史蒂芬金的《过关斩将》及《長途跋涉》、金澤伸明的《國王遊戲》等。

## 外部連結
- 中文官方網站 （页面存档备份，存于）
- 電影官方網站 (英文版)
- 電影官方網站 (中文版) （页面存档备份，存于）
- 都城網頁 (英)